# Molekulares Display
Molekulares Display ist eine biochemische Technik, mit der Proteine und Peptide auf Bindungseigenschaften (Affinität) oder katalytische Aktivität gescreent und evolviert werden können. Dazu werden Mitglieder einer Protein-Bibliothek auf einem makromolekularen Träger (in vitro molekulares Display) oder auf organismischen Systemen (Zellen, Viren) präsentiert (in vivo molekulares Display). Wesentlich bei allen Molekularen Display-Systemen ist die Koppelung von Genotyp und Phänotyp, d. h., das zu screenende Protein wird kovalent oder nicht-kovalent durch Kompartimentierung mit der zugehörigen genetischen Information gekoppelt.

## Arten
Es wurden bislang folgende Arten von molekularem Display beschrieben:
in vitro molekulares Display:
- Ribosomen-Display
- mRNA-Display
- DNA-Display

in vivo molekulares Display:
- bakterielles Display
- Phagen-Display
- Hefe-Display
- Säugerzellen-Display
- retrovirales Display

## Ablauf
Der Ablauf ist je nach Art des verwendeten Systems unterschiedlich. Es gibt jedoch gemeinsame charakteristische Schritte im molekularen Display:
1. Die Herstellung einer molekularen Bibliothek: Für die bisher vorgestellten Systeme bietet sich dabei zunächst DNA als Träger der Information an. Die DNA-Bibliothek wird in vitro oder in vivo in eine RNA-Bibliothek transkribiert und nachfolgend in eine Protein-Bibliothek translatiert. Die einzelnen Mitglieder der Proteinbibliothek sind über i) kovalente oder ii) nicht-kovalente Bindungen oder iii) durch Kompartimentierung mit der genetischen Information in Form von DNA oder RNA verbunden. Bei manchen Systemen kommen Trägermoleküle (englisch molecular carrier) zum Einsatz, die es ermöglichen, das zu screenende Molekül effizient an der Oberfläche des Kompartiments zu präsentieren; sie dienen somit als Brücke bzw. Rahmen.
2. Die Proteinbibliothek wird auf eine Eigenschaft hin gescreent: Es sind Screenings auf Bindungseigenschaften wie Affinität und Avidität sowie katalytische Aktivität beschrieben worden. Die meisten Display-Systeme haben eine Affinitätsreifung zum Ziel. Moleküle, welche die gewünschte Eigenschaft in hohem Maße aufweisen, werden selektiv angereichert (englisch panning).
3. Die genetische Information wird isoliert und amplifiziert: Dabei kann eine weitere Expansion der Diversität der ursprünglichen Bibliothek  durch Mutagenese, beispielsweise fehlerhafte PCR, eingebaut werden. Damit steht die genetische Information für eine weitere Panning-Runde zur Verfügung, um Protein mit erwünschten Eigenschaften weiter anzureichern oder zu evolvieren.

Nach Abschluss einiger Panning-Runden werden die Proteine auf Einzelklon-Basis in Hinblick auf ihre gewünschte Eigenschaft analysiert. Mit molekularen Display-Techniken ist es möglich, Antikörper mit Affinitäten im femtomolaren Bereich zu erzeugen.